# Lujo ibérico
Lujo Ibérico es el álbum debut de la rapera española La Mala Rodríguez, lanzado en el año 2000. Este trabajo marcó un hito en la escena del hip hop en español, consolidando a La Mala Rodríguez como una figura destacada del género gracias a su estilo único y letras contundentes.

## Contexto y Producción
El álbum fue producido por Más Graves, Sr. Tcee, R de Rumba y Dive Dibosso, todos ellos productores influyentes en el panorama del hip hop español. El disco fusiona bases de rap con influencias de flamenco y música urbana, creando un sonido distintivo que captó la atención de críticos y público.

## Lista de Canciones
1. Tengo un trato
2. Con diez o con veinte (con Kultama)
3. No van
4. Especias y especies (con Kamikaze)
5. Tambalea
6. En mi ciudad hace caló (con Kase.O)
7. La cocinera
8. Yo marco el minuto
9. Con los ojos de engañá (con Chulito Camacho)
10. El gallo
11. A jierro

## Recepción y Legado
Lujo Ibérico recibió críticas positivas por su autenticidad y la capacidad de La Mala Rodríguez para fusionar géneros musicales. Sus letras, cargadas de crítica social y referencias personales, fueron destacadas como uno de los puntos fuertes del disco. El álbum obtuvo reconocimiento internacional, permitiendo a la artista presentarse en escenarios fuera de España.
Con el paso de los años, Lujo Ibérico se ha convertido en un referente del hip hop en español, siendo considerado una obra maestra que sigue vigente más de dos décadas después de su lanzamiento.

## Certificación y ventas
| País   | Organismo certificador | Certificación | Copias vendidas | Ref.  |
| ------ | ---------------------- | ------------- | --------------- | ----- |
| España | PROMUSICAE             | Disco de Oro  | 67.000          | [ 6 ] |

## Reediciones
En 2015, con motivo del 15º aniversario del álbum, se lanzó una reedición en vinilo negro de Lujo Ibérico, con audio remasterizado, permitiendo a nuevos oyentes y a fanáticos de siempre disfrutar de este clásico en un formato actualizado.